# العلاقات الآيسلندية الهايتية
العلاقات الآيسلندية الهايتية هي العلاقات الثنائية التي تجمع بين آيسلندا وهايتي.

## مقارنة بين البلدين
هذه مقارنة عامة ومرجعية للدولتين:
| وجه المقارنة                                              | آيسلندا          | هايتي                                |
| --------------------------------------------------------- | ---------------- | ------------------------------------ |
| المساحة (كم2)                                             | 103.00 ألف       | 27.75 ألف                            |
| عدد السكان (نسمة)                                         | 317.35 ألف       | 10.98 مليون                          |
| الكثافة السكانية (ن./كم²)                                 | 3.08             | 395.68                               |
| العاصمة                                                   | ريكيافيك         | بورت أو برانس                        |
| اللغة الرسمية                                             | اللغة الآيسلندية | لغة فرنسية، اللغة الكريولية الهايتية |
| العملة                                                    | كرونة آيسلندية   | جوردة هايتية                         |
| الناتج المحلي الإجمالي (بليون دولار)                      | 23.91 مليار      | 8.41 مليار                           |
| الناتج المحلي الإجمالي (تعادل القوة الشرائية) بليون دولار | 15.79 مليار      | 18.82 مليار                          |
| الناتج المحلي الإجمالي الاسمي للفرد دولار أمريكي          | 50.17 ألف        | 818                                  |
| الناتج المحلي الإجمالي للفرد دولار أمريكي                 | 46.55 ألف        | 1.73 ألف                             |
| مؤشر التنمية البشرية                                      | 0.899            | 0.483                                |
| رمز المكالمات الدولي                                      | +354             | +509                                 |
| رمز الإنترنت                                              | .is              | .ht                                  |
| المنطقة الزمنية                                           | 00، أوروبا/لندن ‏ | 00                                   |

## منظمات دولية مشتركة
يشترك البلدان في عضوية مجموعة من المنظمات الدولية، منها:
| علم المنظمة | اسم المنظمة                               | تاريخ انضمام آيسلندا | تاريخ انضمام هايتي |
| ----------- | ----------------------------------------- | -------------------- | ------------------ |
|             | منظمة الشرطة الجنائية الدولية             | ?                    | ?                  |
|             | منظمة التجارة العالمية                    | ?                    | ?                  |
|             | البنك الدولي للإنشاء والتعمير             | 27 ديسمبر 1945       | 8 سبتمبر 1953      |
|             | منظمة حظر الأسلحة الكيميائية              | ?                    | ?                  |
|             | مؤسسة التنمية الدولية                     | 19 مايو 1961         | 13 يونيو 1961      |
|             | الأمم المتحدة                             | 19 نوفمبر 1946       | 24 أكتوبر 1945     |
|             | يونسكو                                    | 8 يونيو 1964         | 18 نوفمبر 1946     |
|             | الاتحاد البريدي العالمي                   | ?                    | ?                  |
|             | المركز الدولي لتسوية المنازعات الاستشارية | 14 أكتوبر 1966       | 26 نوفمبر 2009     |
|             | مؤسسة التمويل الدولية                     | 20 يوليو 1956        | 20 يوليو 1956      |
|             | الاتحاد الدولي للاتصالات                  | 1 أكتوبر 1906        | 10 أكتوبر 1927     |
|             | وكالة ضمان الاستثمار متعدد الأطراف        | 25 سبتمبر 1998       | 11 ديسمبر 1996     |

## وصلات خارجية
- موقع وزارة الخارجية الآيسلندية
- موقع وزارة الخارجية الهايتية